# フリードリヒ・グリュッツマッハー
フリードリヒ・ヴィルヘルム・グリュッツマッハー（Friedrich Wilhelm Grützmacher, 1832年3月1日 - 1903年2月23日）は、19世紀後半のドイツ人チェリスト。姓はグリュッツマッヒャーとも表記される。

## 経歴
アンハルト＝デッサウ公国デッサウに生まれ、父親に音楽の手ほどきを受けた後、間もなくフリードリヒ・ドッツァウアーの門弟カール・ドレクスラーに入門した。1848年にライプツィヒにて、ヴァイオリニストのフェルディナンド・ダヴィッドに見出され、いくつかの演奏会の手筈を整えてもらう。1850年にはライプツィヒ劇場管弦楽団やライプツィヒ・ゲヴァントハウス管弦楽団とソリストとして共演し、ライプツィヒ音楽院の教授に任命された。またダヴィット弦楽四重奏団でも演奏した。
1860年にドレスデン宮廷歌劇団の首席チェロ奏者に転任し、ドレスデン音楽協会の会長も勤めた。1877年にドレスデン音楽院の教授に就任。ロシア帝国を含むヨーロッパ全土で演奏活動を行い、ロシアではカルル・ダヴィドフと親交を結んだ。1898年にはケルンにおけるリヒャルト・シュトラウスの交響詩《ドン・キホーテ》の初演で独奏チェロを担当した。
門弟にヴィルヘルム・フィッツェンハーゲンとフーゴー・ベッカーがいる。
ルイジ・ボッケリーニの《チェロ協奏曲 第9番》を校訂する際にグリュッツマッハーが改変を加えた版は今なお出版され、演奏されている。また、ヨハン・ゼバスティアン・バッハの《無伴奏チェロ組曲》を編曲し、和音やパッセージ、装飾音を完全に書き換えることもした。ボッケリーニやフランツ・ヨーゼフ・ハイドンの協奏曲のためにグリュッツマッヒャーが残したカデンツァは効果的なため、今日でもしばしば利用されている。

## 参考資料
- Grutzmacher short Biography